# Episodi de Gli uomini della prateria (ottava stagione)
La ottava stagione della serie televisiva Gli uomini della prateria è andata in onda negli Stati Uniti dal 14 settembre 1965 al 7 dicembre 1965 sulla CBS.
| nº | Titolo originale          | Prima TV USA      | Titolo italiano | Prima TV Italia |
| -- | ------------------------- | ----------------- | --------------- | --------------- |
| 1  | Encounter at Boot Hill    | 14 settembre 1965 |                 |                 |
| 2  | Ride a Crooked Mile       | 21 settembre 1965 |                 |                 |
| 3  | Six Weeks to Bent Fork    | 28 settembre 1965 |                 |                 |
| 4  | Walk into Terror          | 5 ottobre 1965    |                 |                 |
| 5  | Escort to Doom            | 12 ottobre 1965   |                 |                 |
| 6  | Hostage for Hanging       | 19 ottobre 1965   |                 |                 |
| 7  | Vasquez Woman             | 26 ottobre 1965   |                 |                 |
| 8  | Clash at Broken Bluff     | 2 novembre 1965   |                 |                 |
| 9  | The Pursuit               | 9 novembre 1965   |                 |                 |
| 10 | Duel at Daybreak          | 16 novembre 1965  |                 |                 |
| 11 | Brush War at Buford       | 23 novembre 1965  |                 |                 |
| 12 | Testing Post              | 30 novembre 1965  |                 |                 |
| 13 | Crossing at White Feather | 7 dicembre 1965   |                 |                 |

## Encounter at Boot Hill
- Prima televisiva: 14 settembre 1965
- Diretto da: Sutton Roley
- Scritto da: Rory Spinner

### Trama
- Guest star: Peter Haskell (Jethroe Kane), Jeff Corey (Morgan Kane), Timothy Carey (Ed Walker), Malcolm Atterbury (Jarvis), Simon Oakland (sceriffo Blaine), David Watson (Ian Cabot)

## Ride a Crooked Mile
- Prima televisiva: 21 settembre 1965
- Diretto da: Justus Addiss
- Scritto da: N. B. Stone, Jr.

### Trama
- Guest star: John Drew Barrymore (Danny Hawks), Douglas Kennedy (Nat Benson)

## Six Weeks to Bent Fork
- Prima televisiva: 28 settembre 1965
- Diretto da: Thomas Carr
- Scritto da: Mort R. Lewis

### Trama
- Guest star: L.Q. Jones (Pee Jay Peters), R.G. Armstrong (sceriffo John Keeley), Vaughn Taylor (Clay Heath), Roy Roberts (Fletcher), James Gregory (Lash Whitcomb), David Watson (Ian Cabot)

## Walk into Terror
- Prima televisiva: 5 ottobre 1965
- Diretto da: Thomas Carr
- Scritto da: Jerry Adelman, Joanna Thompson

### Trama
- Guest star: Claude Akins (Jerry Boggs), Bruce Dern (Ed Rankin), Roy Barcroft (Adams)

## Escort to Doom
- Prima televisiva: 12 ottobre 1965
- Diretto da: Alan Crosland, Jr.
- Scritto da: Walter Black

### Trama
- Guest star: Rip Torn (Jacob Yellow-Sun), Christopher Dark (Quadero), Tom Reese (Jennings), David Watson (Ian Cabot)

## Hostage for Hanging
- Prima televisiva: 19 ottobre 1965
- Diretto da: Herman Hoffman
- Scritto da: Walter Black

### Trama
- Guest star: Mercedes McCambridge (Ma Gufler), Sharon Farrell (Billie Lou Gufler), Robert Beecher (Skinner), Warren Oates (Jesse Gufler), Robert Blake (Max Gufler), Hal Baylor (Will Gufler)

## Vasquez Woman
- Prima televisiva: 26 ottobre 1965
- Diretto da: Bernard McEveety
- Scritto da: Boris Ingster

### Trama
- Guest star: John Michael Quijada (guardia), Robert Phillips (Luis), Malachi Throne (Baker), Cesar Romero (colonnello Vasquez), William Bryant (Turner), Don Diamond (Paco), Victor French (barista), Carol Lawrence (Maria Vasquez), David Watson (Ian Cabot)

## Clash at Broken Bluff
- Prima televisiva: 2 novembre 1965
- Diretto da: Charles Haas
- Scritto da: Louis Vittes

### Trama
- Guest star: L.Q. Jones (Pee Jay), Nancy Gates (Cassie Webster), Warren Stevens (Talbot), Ron Randell (sindaco Mal Thorner), Thom Carney (sceriffo), Lyn Edgington (Sue Henley), Elisabeth Fraser (Belle Connelly), David Watson (Ian Cabot)

## The Pursuit
- Prima televisiva: 9 novembre 1965
- Diretto da: Justus Addiss
- Scritto da: John Dunkel

### Trama
- Guest star: Jim Davis (sceriffo), Ralph Bellamy (marshal Hanson Dickson), Eric Cooper (mandriano), Larry Barton (secondino), Robert Williams (uomo morente)

## Duel at Daybreak
- Prima televisiva: 16 novembre 1965
- Diretto da: Sutton Roley
- Scritto da: Robert Bloomfield, Herman Miller

### Trama
- Guest star: Charles Bronson (Del Lingman), Jill Haworth (Vicki Woodruff), Larry Gates (Mason Woodruff), Brendon Boone (Roman Bedford)

## Brush War at Buford
- Prima televisiva: 23 novembre 1965
- Diretto da: Thomas Carr
- Scritto da: Mort R. Lewis

### Trama
- Guest star: Tim McIntire (Court Buford), Skip Homeier (Wichita Kid), Robert Sorrells (Mint Shawcross), Robert Middleton (Duke Aberdeen), Richard Carlson (maggiore Buford), Michael Vandever (Print)

## Testing Post
- Prima televisiva: 30 novembre 1965
- Diretto da: Gerd Oswald
- Scritto da: John Hawkins, Ward Hawkins

### Trama
- Guest star: Lew Brown, Eddie Firestone (Smitty), Burt Brinckerhoff (Karl Denner), Robert Donner (aiutante), Dick Foran (maggiore Taggart), Rory Calhoun (capitano Masters), K. L. Smith (Jackson)

## Crossing at White Feather
- Prima televisiva: 7 dicembre 1965
- Diretto da: Richard Whorf
- Scritto da: Robert Bloomfield

### Trama
- Guest star: Albert Dekker (Jonas Bolt), Johnny Crawford (Aaron Bolt), Barry Atwater (Sam Clayton), David Watson (Ian Cabot)